# Ølby Station
Ølby Station er en station på S-togsnettet der også betjenes af regionale tog via et Trinbræt på Lille Syd jernbanen. Stationen betjener den nordlige del af Køge by og er den nærmeste station på Sjællands Universitetshospital, Køge blot 500 meter gangafstand fra stationen.

## Historie
Ølby Station blev anlagt i forbindelse med en by-udvidelse der fandt sted i Køge op igennem 70'er og 80'erne, der havde længe været debatter om at få S-banen fra Solrød Strand forlænget til Køge og i 1983 skete det omsider. succesen for Ølby var stor fra starten. små 1500 passagerer benyttede sig dagligt af stationen fra start og tallet er blot vokset med årene. i 1991 blev det besluttet af Lillesyd jernbanen også skulle have standse ved Ølby for at lette adgangen til blandt andet Roskilde og Næstved og trinbrættet stod færdigt året efter.

## Busterminal
I Forbindelse med oprettelsen af Ølby Station blev der også oprettet en busterminal. Busterminalen på Ølby Station skulle fra start fungere som den nordlige endestation for bybusserne i Køge by samt for et par længere ruter til oplandet. Ølby busterminal betjenes i 2022 af 4 buslinjer. Indtil 2021 havde linje 245R, tidligere linje 245. fast ende station på Ølby St. Linjen blev flyttet til Køge Station grundet busomlægning i Køge.

## Galleri
- Wikimedia Commons har flere filer relateret til Ølby Station

- Stationen set fra p-plads
- Station og stationsplads med kortsalg
- Trinbrættet på Lillesyd før der kom elektrificering på denne jernbane
- S-togs perronen på Ølby Station.
- Bybus på Ølby Busterminal som afventer afgang

## Antal rejsende
Ifølge Østtællingen var udviklingen i antallet af dagligt afrejsende med fjerntog (åbnet 1992):
| År   | Antal | År   | Antal | År   | Antal | År   | Antal      |
| ---- | ----- | ---- | ----- | ---- | ----- | ---- | ---------- |
| 1984 | -     | 1993 | 250   | 2000 | 307   | 2005 | 347        |
| 1987 | -     | 1995 | 286   | 2001 | 297   | 2006 | 425        |
| 1990 | -     | 1996 | 255   | 2002 | 338   | 2007 | ingen data |
| 1991 | -     | 1997 | 263   | 2003 | 340   | 2008 | 476        |
| 1992 | 186   | 1998 | 269   | 2004 | 427   |      |            |

Ifølge Østtællingen var udviklingen i antallet af dagligt afrejsende med S-tog:
| År   | Antal | År   | Antal | År   | Antal | År   | Antal |
| ---- | ----- | ---- | ----- | ---- | ----- | ---- | ----- |
| 1957 | -     | 1974 | -     | 1991 | 2.111 | 2001 | 2.075 |
| 1960 | -     | 1975 | -     | 1992 | 2.076 | 2002 | 2.075 |
| 1962 | -     | 1977 | -     | 1993 | 1.817 | 2003 | 2.665 |
| 1964 | -     | 1979 | -     | 1995 | 2.030 | 2004 | 2.414 |
| 1966 | -     | 1981 | -     | 1996 | 2.011 | 2005 | 2.224 |
| 1968 | -     | 1984 | 1.676 | 1997 | 2.061 | 2006 | 2.440 |
| 1970 | -     | 1987 | 1.875 | 1998 | 2.367 | 2007 | 2.748 |
| 1972 | -     | 1990 | 2.397 | 2000 | 2.050 | 2008 | 2.150 |